# История французского вина

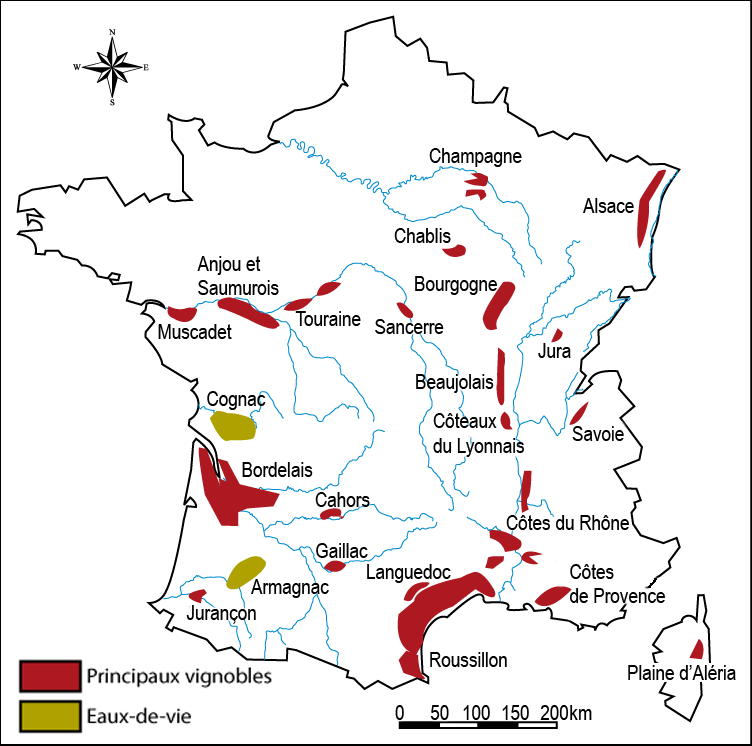
Основные винодельческие регионы Франции

История французского вина насчитывает более двух тысяч лет. Ещё в Средние века потребители в Англии и других северных странах отдавали предпочтение французским винам, особенно «чёрным» винам Аквитании и светлым, полупрозрачным кларетам Бордо. Французская аристократия и версальский двор до середины XVIII века предпочитали бургундские вина. Многие разработанные во Франции технологии производства вин, особенно тихих и игристых, со временем распространились на другие страны Европы, а затем и мира.

## Галло-римская эпоха
История французского виноделия уходит корнями в эпоху греческой колонизации Южной Галлии в V веке до н. э., когда впервые виноградные лозы были посажены в основанной греками-фокейцами Массалии (современный Марсель). Дальнейшее развитие виноградарство получило позднее, начиная с I века до н. э., в эпоху владычества Римской империи, когда аллоброги, кельтский народ (Нарбонская провинция) на юге Галлии — был наделён правом на производство вина. В I веке веке н. э. виноградарство распространилось в долине Роны, во II веке н. э. — в Бургундии и Бордо, в — в долине Луары. Затем и в Шампани, Мозеле в IV веке н. э.. Предки современных французов достигли успехов в виноделии, именно они впервые для транспортировки вина стали использовать деревянные бочки вместо привычных амфор, поскольку выдержка в бочках улучшала качество многих вин, битуриги-вибиски отобрали сорт, приспособленный к дождливому климату и разбили виноградники в районе Бурдигалы (сегодняшнего Бордо), который стал столицей Аквитании. Кроме того, аллоброги отобрали разновидность лозы, устойчивую к суровым зимам, что позволило расширить далее на север зону, пригодную для виноградарства. Винная продукция галлов стала настолько успешно конкурировать с римским вином, что в 96 году по приказу императора Домициана немалая часть лоз Галлии была вырублена, виноделие в Галлии было уничтожено вплоть до 270 года, когда римский император Проб разрешил галлийцам высаживать виноград, производить и продавать вино. Особое развитие винодельческая традиция получила в связи с распространением христианства на территории современной Франции. Следует отметить личность святителя Мартина Турского (316—397), который внёс немалый вклад в популяризацию виноделия и почитается как покровитель виноградарей и виноделов.

## Средние века

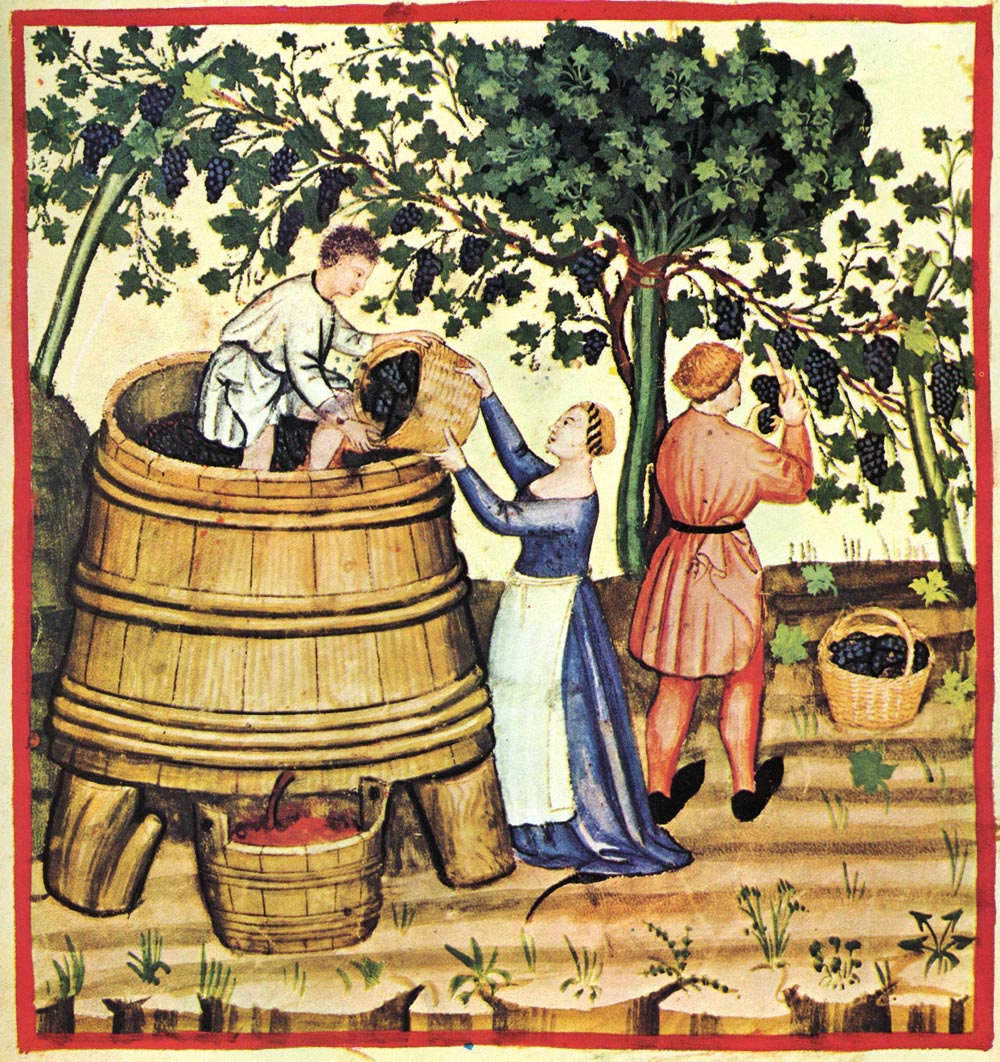
Сбор винограда в средневековой Франции

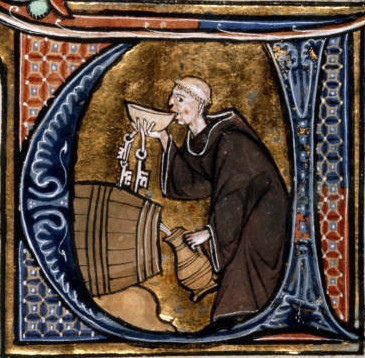
Монах, пьющий вино (миниатюра конца XIII века)

После распада Римской империи в V веке н. э. и постепенной исламизации её осколков, виноделие пришло в упадок почти везде в Средиземноморье, кроме Галлии. Здесь, в будущей Франции, даже в Средние века не обрывалась связь между виноделием и христианством, уже начиная с VI века виноградники культивировались средневековым монашеством, а монастыри становились своего рода оплотом винодельческой традиции, что приносило им прибыль, а также обеспечивало постоянный запас вина, символа крови Иисуса Христа. В период с XII по XV века лучшие вина вырабатывались монахами на виноградниках Бургундии, Иль-де-Франса, Мозеля, Дофине, Лангедока и Юго-Запада. Большое значение для передачи винодельческих технологий и для отбора лучших сортов имело перемещение паломников вдоль пути Святого Иакова и по дороге франков.
Средневековое вино потреблялось на пиршествах по случаю различных праздников, приёмах важных гостей, паломников, в также как причастное вино во время совершения таинства евхаристии. В 1098 году орденом цистерцианцев во главе со святым Робертом Молемским в Бургундии было основано аббатство Сито, где отобрали лозу, улучшили технологию производства вина, определили наилучшие почвы и микроклиматы, то есть по сути ввели понятие терруара. В поэме XIII века «Битва вин» перечислено уже около семидесяти сортов французского вина.
K виноделию приобщилась и феодальная аристократия. Известно, что Карл Великий, известный любитель винного напитка, владел виноградниками на территории нынешней Бургундии. Одним из наиболее значительных событий для виноделия в Средние века стал брак в 1152 году Элеоноры Аквитанской с графом Генрихом Анжуйским, будущим королём Англии. Создание единой Анжуйской державы по обе стороны Ла-Манша послужило причиной особенного развития коммерческих отношений между Англией и Бордо, одного из винодельческих регионов, откуда ежегодно осенью и на Пасху морским путём в Лондон отправлялись караваны судов, гружённых винными бочками, и поставлялись прославленные красные бордоские вина, или клареты (как их до сих пор называют в Англии). Кроме того, единицей измерения вместимости судов становится бочка вина, от названия которой фр. tonneau произошло современное слово «тонна».

Бургундские прессы для вина
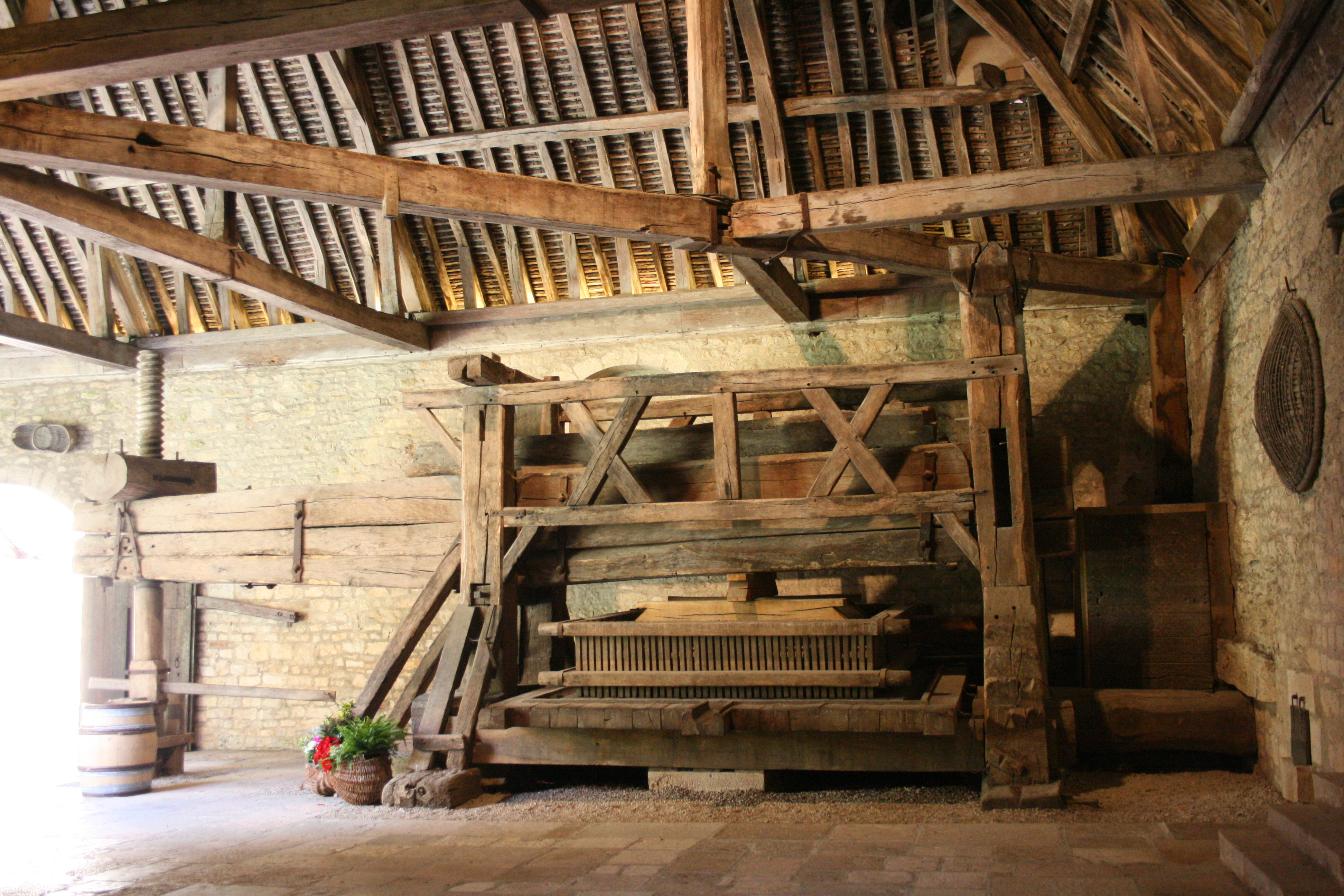
Пресс виноградника Кло-Вужо (XII век)
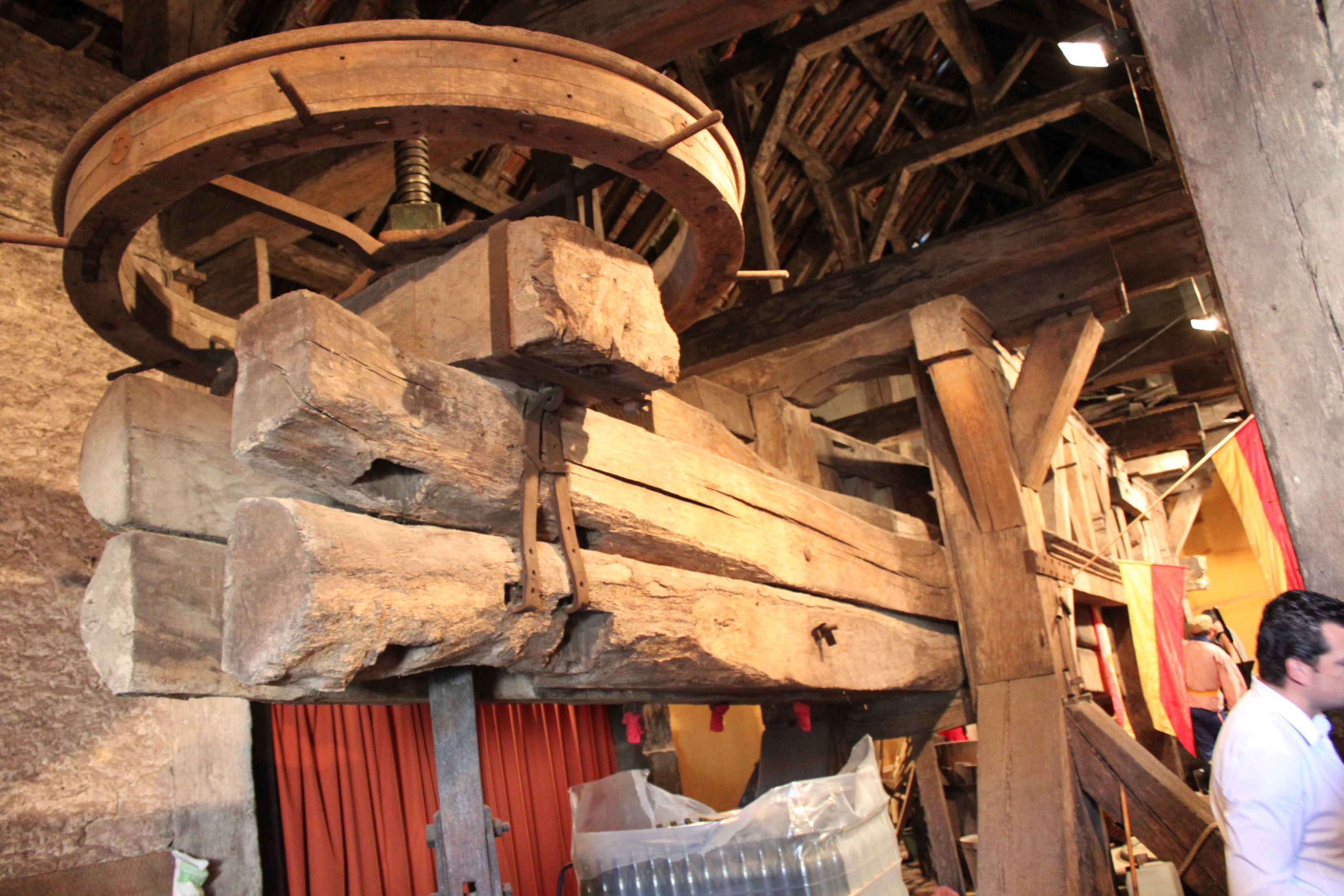
Пресс бургундского герцога (XV век)
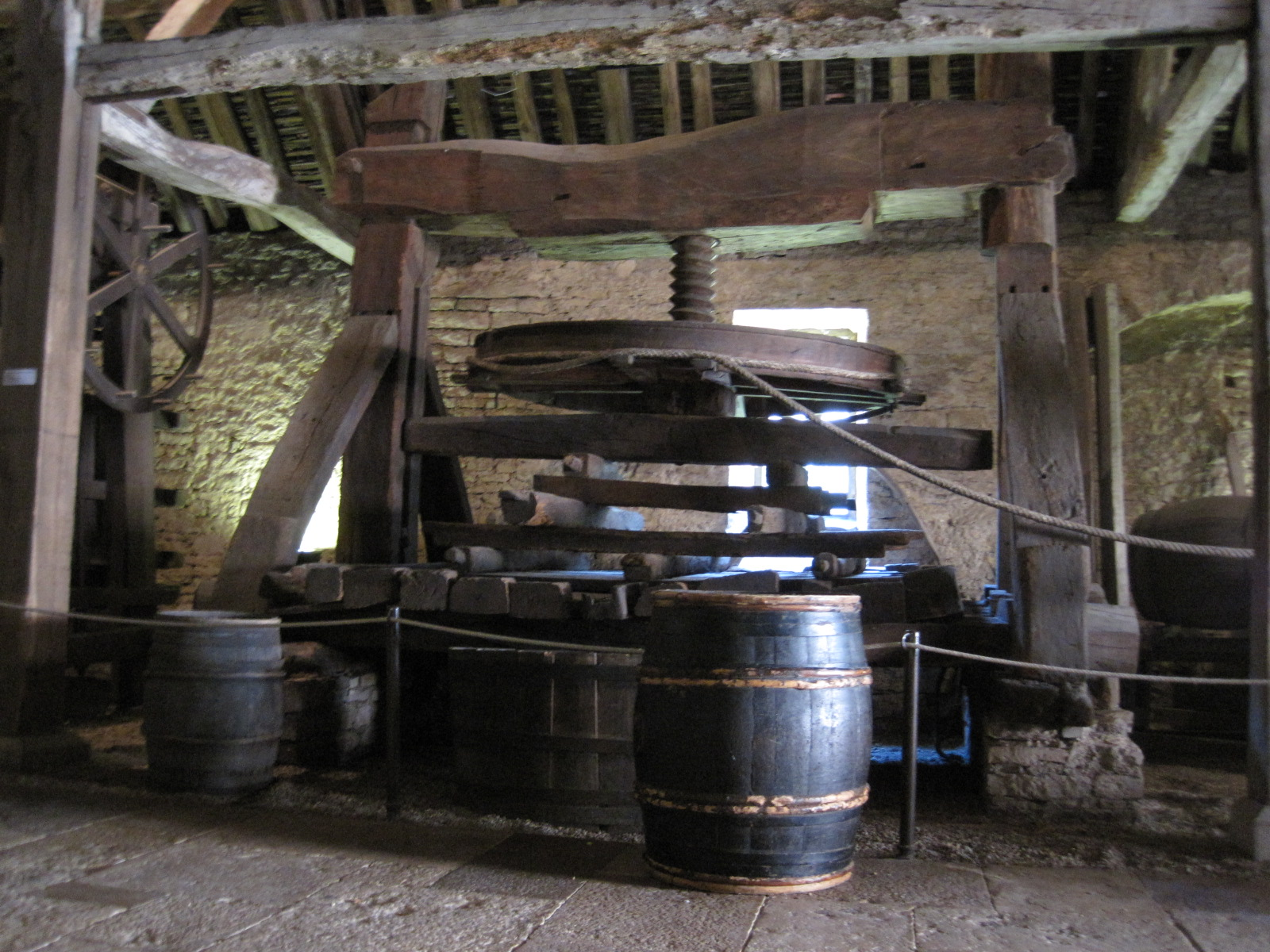
Пресс с горизонтальным колесом (XVII век)
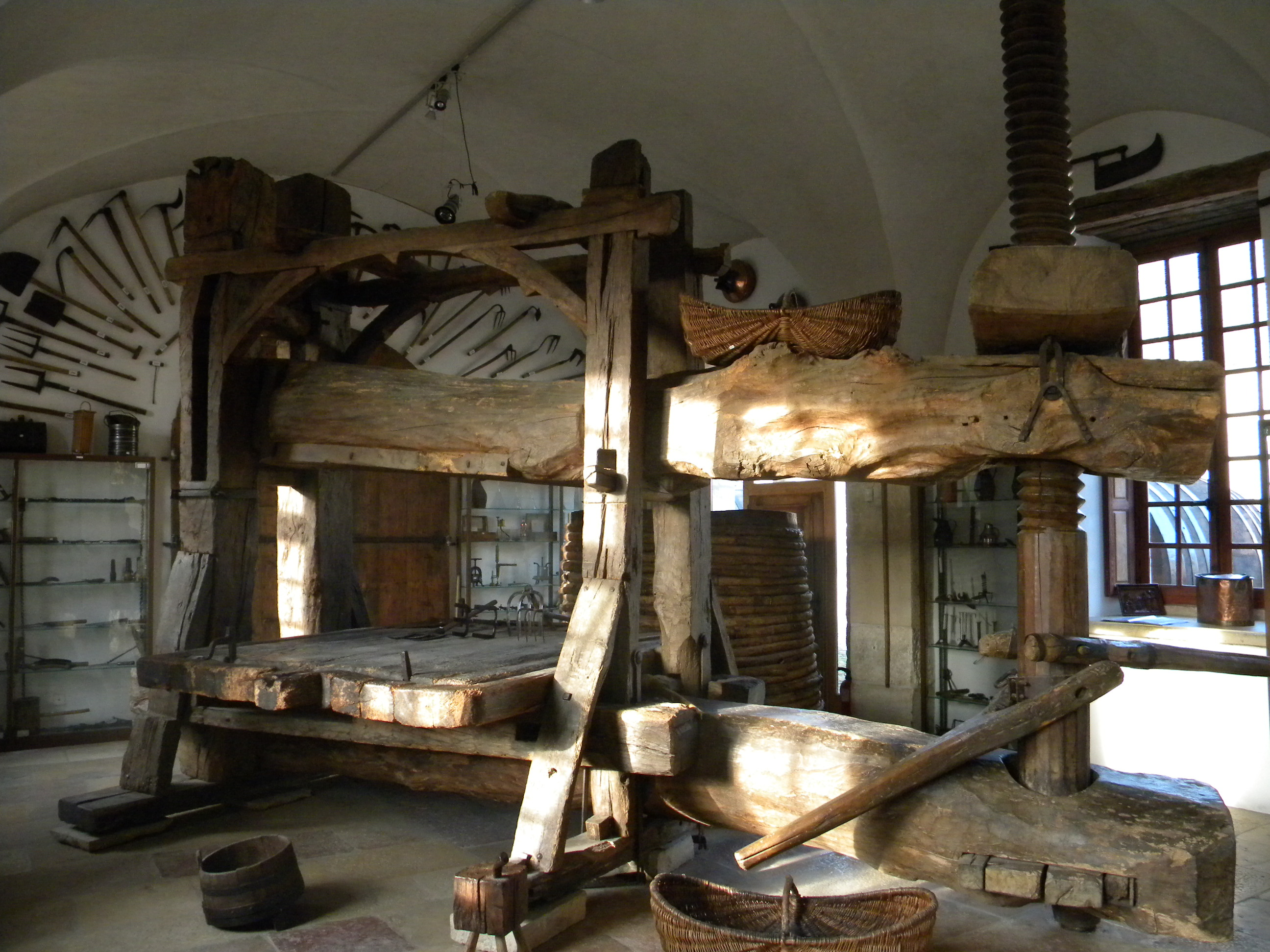
Пресс усадьбы (шато) Поммар (XVII век)
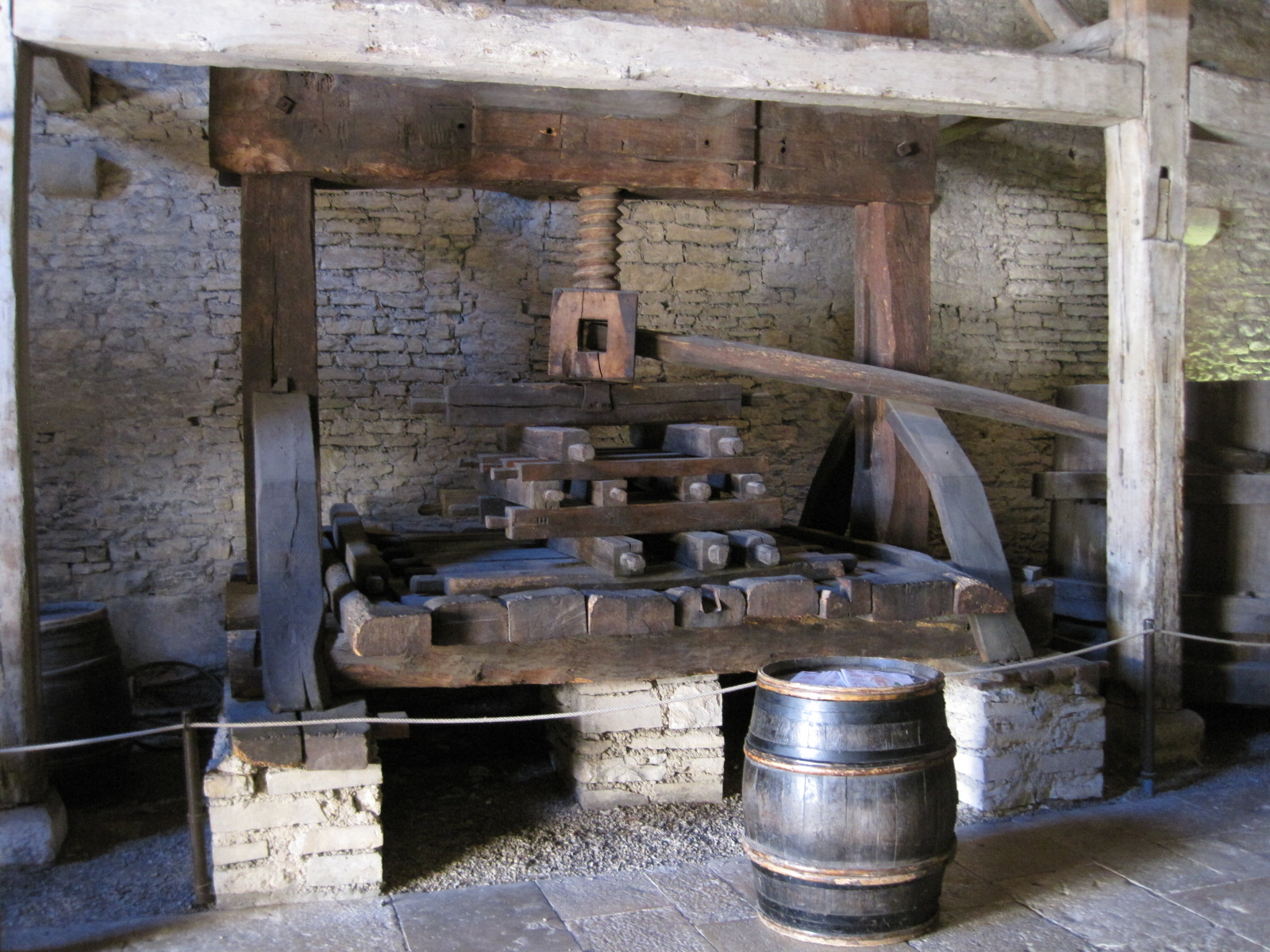
Пресс XVIII века

Герцоги Бургундские внесли изрядный вклад в дело повышения качества вина и даже присвоили себе звание «сеньоров лучших христианских вин». На землях Филиппа Смелого в 1395 году ввели запрет высаживать высокоурожайный виноград гаме, который поставил под угрозу преобладание благородного пино. В Средние века с развитием городов к виноделию начала приобщаться также и буржуазия. Города стали окружать виноградники. Таким образом, в XV веке культивирование виноградников стало повсеместным во Франции на землях церкви, аристократов и буржуазии. На протяжении всего Средневековья Франция являлась наиболее крупным экспортёром вина, а регионом с наиболее обширной площадью виноградников был Иль-де-Франс. И только в XVI веке места виноградников в Нормандии, Бретани, Лотарингии и Фландрии займут злаковые культуры и фруктовые деревья, на юге же площади виноградники продолжат расширяться. С XVI по XVII века продолжится развитие технологии виноградарства и виноделия, при Людовике XIV был сооружён Южный канал, новый коммерческий маршрут, объём производимого вина увеличивался, но вино стало поистине народным напитком лишь после революции, когда в среднем взрослый мужчина выпивал 1 литр в день.

## Новое время

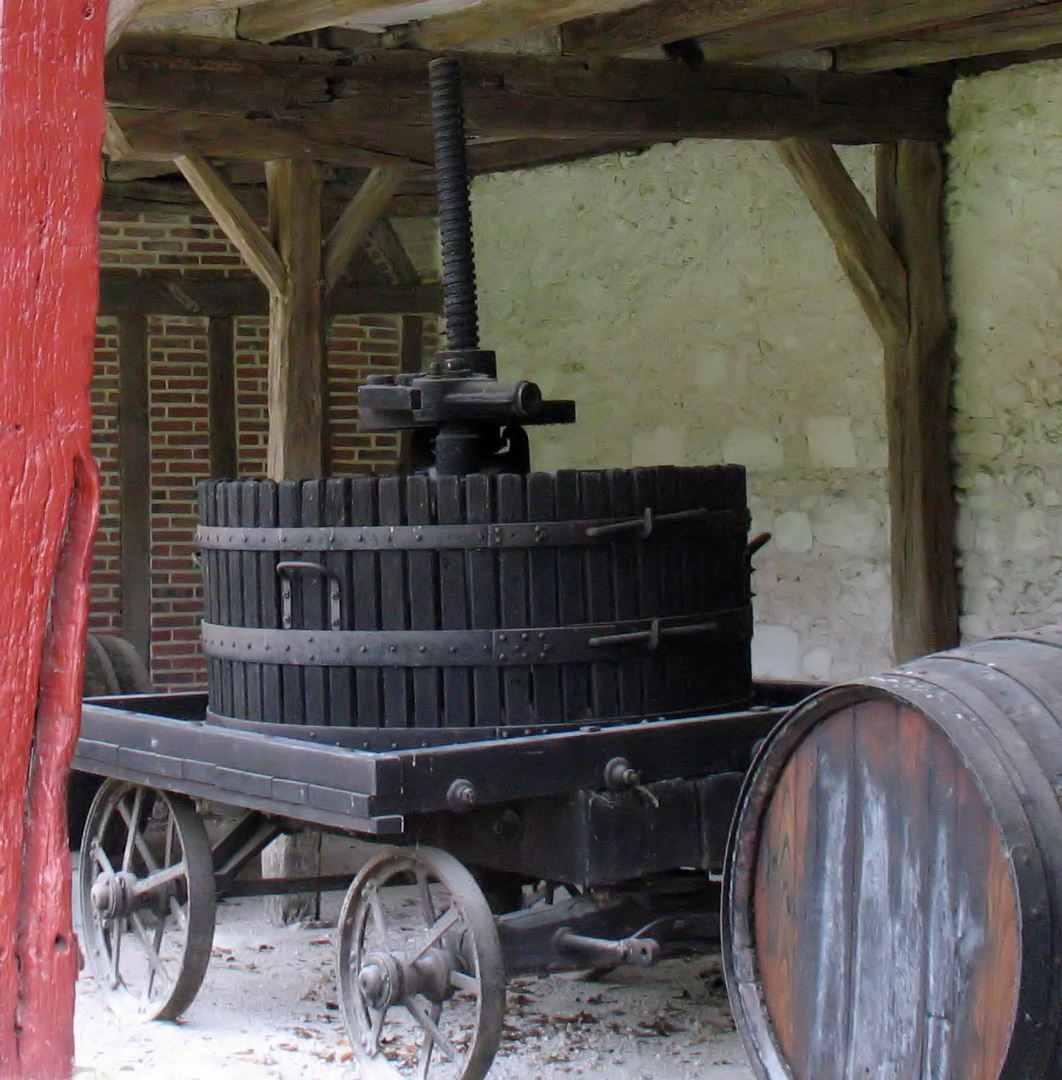
Мобильный винный пресс XIX века (замок Шенонсо)

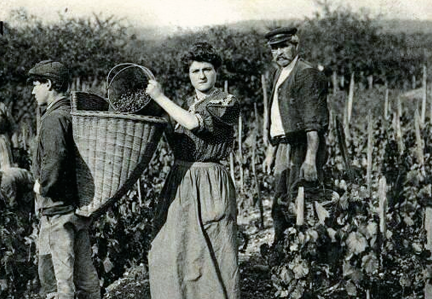
Сбор винограда во Франции, 1900 год

В XVIII веке игристые вина в основном экспортировались в Германию и далее на восток Европы, а тихие вина — в Англию и Нидерланды. Сладкие десертные вина на основе муската даже считались целебными. Среди ценителей французского вина того времени были Вольтер и Томас Джефферсон. Этот американский президент считал, что французское вино поможет в борьбе против пьянства у себя на родине. В 1731 году Людовик XV, желая ограничить перепроизводство низкокачественных вин, ввёл запрет на посадку новых виноградных плантаций, тем не менее площадь виноградников, принадлежащих монастырям и французской знати, производящих высококачественное вино, росла вплоть до Французской революции 1796 года, когда многие из них были конфискованы у прежних владельцев.
Начало XIX века отмечено возникновением научного подхода к виноделию в связи с развитием биохимии, трудами в этой области прославился Жан-Антуан Шапталь, талантливый химик и видный государственный деятель при Наполеоне I. Одна из применяемых виноделами операций была названа шаптализацией в его честь. Процветанию французского виноделия в немалой степени способствовала и политика свободной торговли, а именно подписанные Наполеоном III в 1860—1865 годах торговые договоры, которые открыли винам Франции путь на европейские рынки. Однако примерно в то же время французское виноделие было поставлено под угрозу исчезновения из-за завезённых из Нового света вредителей винограда, из них эпифитотия филлоксеры оказалась масштабнее всех. Этот вредитель медленно, но верно сводил все виноградники под корень, проблема была в конечном итоге решена путём прививания лозы на американские саженцы, но виноградарям пришлось начать всё почти с нуля в последние десятилетия уходящего XIX века.

## XX век

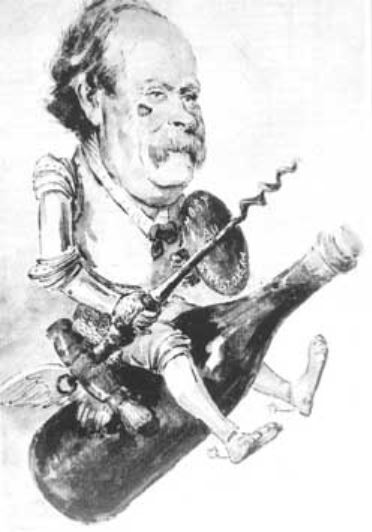
«Смерть филлоксере!», французская карикатура 1880 года

Победа над филлоксерой обернулась массовой высадкой новых высокоурожайных виноградников, что привело к перепроизводству и падению цен на вино. Винодельческие хозяйства разорялись, в отрасли царил хаос, вина фальсифицировались в погоне за прибылью. Престиж Франции как ведущей винодельческой державы оказался под вопросом. Это привело к тому, что 1905 году были заложены основы законодательства, регламентирующего производство высококачественных вин, устанавлены чёткие границы винодельческих регионов, правительство приняло меры ограничивающие производство вина и запрещающие культивирование посредственных сортов винограда. В конце XIX века французское правительство обратилось к химику Луи Пастеру с просьбой детально изучить с научной стороны слабые места технологии виноделия, а именно определить причину закисания вина. В ходе работы Пастер сделал открытие, что в основе брожения лежит деятельность микроскопических грибов-дрожжей, превращающих сахар в алкоголь, а также, что именно кислород играет важную роль в улучшении вина.
Большое значение для виноделия во Франции имело развитие железнодорожной сети, если раньше транспортные потоки шли, в основном, по морю или по рекам, то теперь, появилась возможность быстрее доставлять продукцию по суше.
Последующие несколько десятилетий Францию и всю Европу настигла череда экономических кризисов, разгорелись 2 мировые войны, что нанесло сильный удар виноделию в Европе и во Франции в частности. Возросла конкуренция со стороны виноделов Нового света. Для поддержания конкурентоспособности французского вина в 1935 году был основан Национальный институт контролируемых наименований по месту происхождения (INAO), целью которого является контроль за качеством вина, регламентация технологий его производства, охрана индивидуальности. Он до сих пор определяет технологию производства вина в лучших хозяйствах страны. В 1956 году на базе Университета Бордо II было создано учебное направление, подготавливающее специалистов-энологов. Экономический бум в послевоенные годы, объёмные инвестиции, а также новое поколение виноградарей привело к новому облику французского виноделия, начиная с 1970-х годов. Современные винодельческие хозяйства используют спутниковые данные для начала сбора урожая.